# Procès de Vérone
Le procès de Vérone eut lieu à Vérone dans la République sociale italienne du 8 au 10 janvier 1944 dans la salle de Castelvecchio. Il vit sur le banc des accusés les membres du Grand Conseil du fascisme qui, lors de la séance du 25 juillet 1943, avaient voté la défiance à Benito Mussolini, provoquant la chute du régime fasciste, et qui étaient tombés entre les mains des Allemands ou des fascistes après l'armistice du 8 septembre 1943.

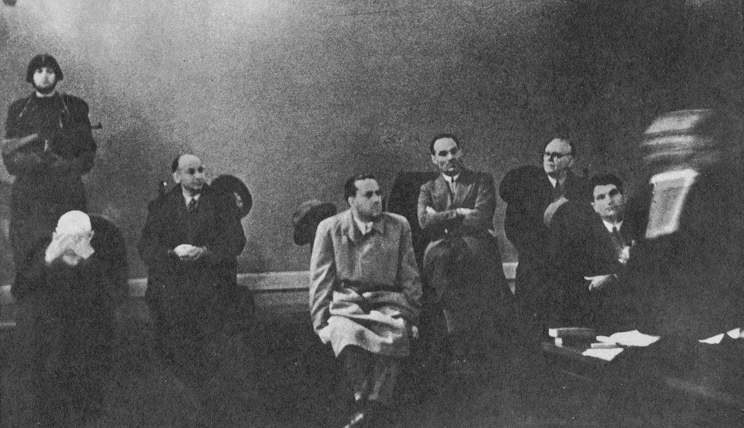
Les accusés de gauche à droite : Emilio De Bono (mains sur le visage), Carlo Pareschi, Galeazzo Ciano, Luciano Gottardi, Giovanni Marinelli et Tullio Cianetti.

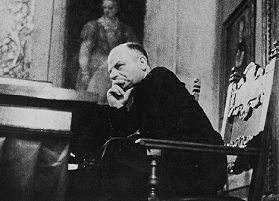
Andrea Fortunato, Ministère public, accusateur.

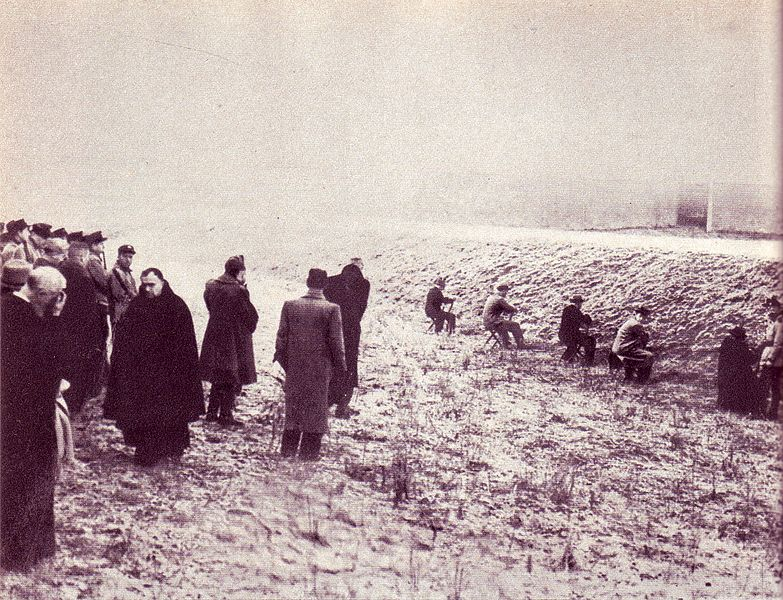
Les condamnés en attente de leur exécution (Ciano deuxième à droite, regarde derrière lui).

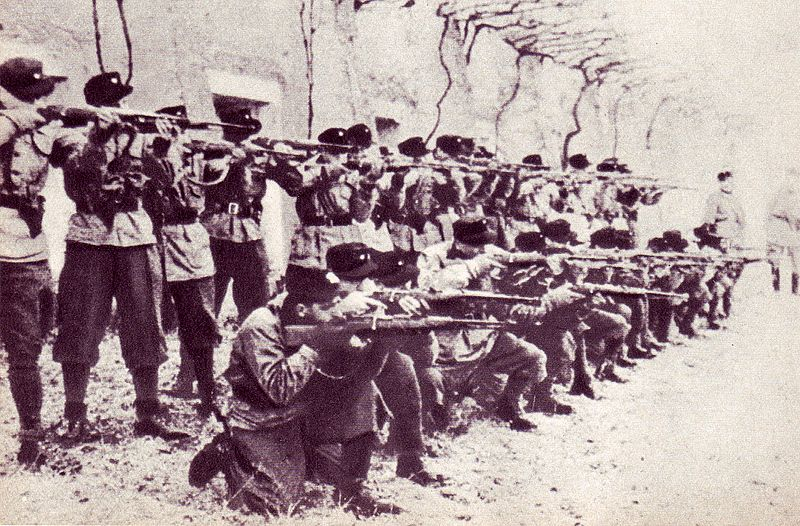
Le peloton d'exécution.

## Accusés
- Galeazzo Ciano, gendre de Benito Mussolini, condamné à mort ;
- Emilio De Bono, condamné à mort ;
- Giovanni Marinelli, condamné à mort ;
- Carlo Pareschi, condamné à mort ;
- Luciano Gottardi, condamné à mort ;
- Tullio Cianetti, condamné à 30 ans de réclusion.

Les autres membres du Grand conseil seront jugés par contumace et également condamnés à mort :
- Dino Grandi, qui avait présenté l'ordre du jour incriminé ;
- Giuseppe Bottai, qui s'engagera pendant sa fuite dans la Légion étrangère française, et qui combattra jusqu'à la fin de la guerre ;
- Cesare Maria De Vecchi, l'un des fondateurs du Grand Conseil du fascisme ;
- Edmondo Rossoni ;
- Dino Alfieri ;
- Luigi Federzoni ;
- Alfredo De Marsico ;
- Umberto Albini ;
- Giacomo Acerbo ;
- Giuseppe Bastianini ;
- Annio Bignardi ;
- Alberto De Stefani ;
- Giovanni Balella.

## Tribunal
Le parti désigne comme juges neuf compagnons d'armes, fascistes fanatiques qui, comme l'assure Alessandro Pavolini, offrent la garantie de prononcer la sentence de mort, surtout dans le cas de Ciano, gendre du Duce :
- le président du tribunal : Aldo Vecchini ;
- l'accusateur public : Andrea Fortunato ;
- le magistrat enquêteur : Vincenzo Cersosimo.

En qualité de juges :
- Renzo Montagna, chef de la section politique de la Garde nationale républicaine (GNR) ;
- Enrico Vezzalini, chef de la province de Ferrare ;
- Celso Riva, ouvrier qui avait adhéré au fascisme le 23 mars 1919 ;
- Aldo Vecchini, avocat, consul de la Milice, officier supérieur de l'armée ;
- Domenico Mittica, ingénieur, squadriste, consul de la Milice ;
- Otello Gaddi, premier sénateur de la Milice squadriste, combattant décoré ;
- Vito Casalinuovo, consul de la Milice ;
- Fortunato Abbonetti, consul de la Milice.

Étaient présents : Giunta, Pagliani, Coppola, Resega, Savinio.

## Légalité du procès
Le ministre de la Justice Piero Pisenti, après avoir examiné les actes du procès, a soutenu que le procès réalisé en ces termes n'était pas légal. Il manquait les preuves de connivence entre les signataires et la maison royale, le vote s'est déroulé de manière irrégulière et l'accusation de haute trahison n'a pas été démontrée parce que le Duce était au courant de l'ordre du jour. Mussolini considérait ce procès comme une absurdité juridique, mais le jugeait nécessaire. 
Il semblait même décidé à obtenir d'autres têtes : il a remis à Vecchini le mémoire d'Ugo Cavallero où était évoquée une tentative de coup d'État de la part de celui-ci et de Roberto Farinacci. Farinacci ne sera pas jugé parce qu'il n'apparaissait pas parmi les signataires de l'ordre du jour Grandi, et c'est seulement à eux qu'était destiné le décret-loi du tribunal spécial extraordinaire. Mais cela n'est pas clairement indiqué, et Farinacci fait partie de ceux qui ont comploté pour prendre en mains le pouvoir sous le couvert du roi. Le journaliste était protégé par les Allemands et ne pouvait être touché.

## L'affaire Ciano
Galeazzo Ciano, gendre de Mussolini, époux d'Edda, la fille préférée du Duce, s'enfuit à Munich, persuadé d'y trouver une protection contre les ultra-fascistes qui veulent sa mort. Il rencontre son beau-père pour justifier son attitude lors du vote du Grand conseil fasciste. Le Duce, fragilisé par sa chute et sa récente détention au grand Sasso, ne lui retire pas sa confiance. Mussolini venait d'ailleurs de subir de fortes pressions d'Hitler pour reprendre le pouvoir en Italie alors que devant sa perte d'influence, il souhaitait prendre sa retraite et se détourner des affaires publiques. Fort de ce qu'il considère comme acquis, Ciano décide de revenir en Italie pour reprendre un poste gouvernemental et se justifier, le cas échéant, auprès des ultras, menés notamment par Alessandro Pavolini, secrétaire général du Parti, et Guidi Buffarini, ministre de l'intérieur. Il préfère une prison italienne et un procès plutôt que la villa dans laquelle il réside et où ses mouvements sont surveillés par les Allemands. Hitler favorise son départ. Il arrive à Vérone accompagné de deux SS, Wilhelm Höttl et Frau Hildegard Beetz (sa gardienne). Là, il est immédiatement arrêté par la garde républicaine fasciste.
Mussolini, proche de sa fille Edda, n'a jamais réclamé la mort de Ciano mais a été son intermédiaire auprès des Allemands pour qu'on lui rende ses enfants restés à Munich. Le Duce, manipulé par Pavolini principalement, ne s'opposa pas au procès des « traîtres ». Il accepta de ne pas intervenir, tout en jugeant que ce procès n'avait pas de fondement juridique. Il ne fit rien pour sauver son gendre, par faiblesse et par calcul politique. Hitler voulait aussi la mort de Ciano et, à ce moment-là, il était le maître de l'Italie. Les seuls à vouloir sauver Ciano, pour récupérer ses carnets retraçant les relations politiques des deux pays depuis sa nomination au ministère des Affaires étrangères, furent les SS Himmler et Kaltenbrunner. Une opération fut minutieusement préparée pour le faire évader de la prison Scalzi, non pour l'Espagne, mais pour la Hongrie. L'opération échoua quelques heures avant l'exécution malgré les efforts d'Edda Ciano, qui exerçait une sorte de chantage « aux carnets » et le dévouement de l'espionne Frau Beetz, qui avait embrassé la cause du comte Ciano.

## Les votes
Les votes se font à bulletins secrets. Il y a un premier vote pour décider de la culpabilité puis, une seconde fois, pour décider s'il faut concéder des circonstances atténuantes. Au premier vote, tous sont déclarés coupables. Les circonstances atténuantes sont concédées seulement à Tullio Cianetti, condamné à trente ans, en fait pour peu de mois compte tenu de la situation. Les résultats des votes expriment la volonté du Duce qui est sûr que les juges suivront les directives décidées à Gargano. 
Les condamnations à mort furent exécutées le 11 janvier 1944 au polygone de tir de Porta San Procolo par un peloton d'exécution de trente fascistes par décision d'Alessandro Pavolini. Les recours en grâce furent présentés à Mussolini alors que les condamnations avaient déjà été exécutées.

## Filmographie
Un film de 1963, Le Procès de Vérone, de Carlo Lizzani dépeint le procès et souligne le sort de Galeazzo Ciano.